# Ера Істрефі
Ера Істрефі (алб. Era Istrefi, 4 липня 1994, Приштина, Союзна Республіка Югославія), також відома як Ера (алб. Era) — косовська співачка і авторка-виконавиця. Стала відомою в 2013 році після виходу її дебютного синглу Mani рег money. У 2014 році вона отримала відразу три нагороди Videofest.

## Біографія
Ера Істрефі народилася 4 липня 1994 року в Приштині, в родині журналіста Незіра Істрефі і співачки Сюзани Тахірсладж, яка була популярною у 80-90-ті роки. У неї є старша сестра Нора Істрефі, також є співачкою. За національністю Ера косівська албанка.
Ера стала популярною після того, як в 2013 році вийшов її дебютний сингл Mani рег money. Її наступні пісні, A po don? і E dehun, також мали успіх. У 2014 році вона отримала відразу три нагороди Videofest. У 2015 році її кліп на пісню Njo si ti за тиждень зібрав мільйон переглядів на YouTube. А спільна пісня Ѕhumё pis, з відомим косовським репером Lerdi Vula стала літнім хітом. У січні 2016 року Ера Істрефі, завдяки пісні BonBon, зібрала 135 мільйонів переглядів і отримала світову славу.
24 лютого 2017 року випустила новий сингл Redrum, записаний за участю продюсера Фелікса Сноу.

## Дискографія

### Сингли
| «Mani për money» (Money mania)                               | 2013 | —  | —  | —  | —  | —  | —  | — | —  | —  | —  | Без альбому |
| «A po don?» (Do you wanna?)                                  | 2014 | —  | —  | —  | —  | —  | —  | — | —  | —  | —  | Без альбому |
| «E dehun» (Drunk)                                            | 2014 | —  | —  | —  | —  | —  | —  | — | —  | —  | —  | Без альбому |
| «13»                                                         | 2014 | —  | —  | —  | —  | —  | —  | — | —  | —  | —  | Без альбому |
| «Njo si ti» (Someone like you)                               | 2015 | —  | —  | 38 | —  | —  | —  | — | —  | —  | —  | Без альбому |
| «Shumë pis» (Very naughty)                                   | 2015 | —  | —  | —  | —  | —  | —  | — | —  | —  | —  | Без альбому |
| «BonBon»                                                     | 2016 | 19 | 56 | 1  | 38 | 30 | 10 | 5 | 79 | 10 | 39 | Без альбому |
| «Redrum» (за участі Фелікса Сноу)                            | 2017 | —  | —  | —  | —  | —  | —  | — | —  | —  | —  | Без альбому |
| «—» значить, що сингл не попав в чарти або не був випущений. |      |    |    |    |    |    |    |   |    |    |    |             |